# Campeonato Potiguar de Futebol de 2008
O Campeonato Potiguar de Futebol de 2008 teve início no dia 12 de janeiro de 2008 e terminou no dia 24 de abril do mesmo ano. O campeão do primeiro turno (Copa RN) foi o ABC e o do segundo (Taça Cidade do Natal) foi o Potiguar de Mossoró. A equipe campeã do 1° turno enfrentou a campeã do 2° turno em dois jogos. Ambos os jogos saíram empate e o ABC foi campeão pela 50° vez, pois marcou maior número de pontos no campeonato. Com esse título o ABC é o maior campeão estadual do Brasil.
O Potiguar de Mossoró e ABC, conseguiram vaga para a Copa do Brasil de Futebol de 2009, o time de Mossoró junto com o Santa Cruz-RN classificaram-se para Série C 2008.

## Fórmula de disputa
Os 12 participantes foram divididos em dois grupos. Na primeira fase (Copa RN), os times jogam dentro de seus grupos e os dois primeiros de cada grupo se enfrentam numa semifinal, em jogos de ida e volta. Os vencedores vão para a final em dois jogos novamente. O vencedor da partida torna-se o campeão da Copa RN.
Na segunda fase (Taça Cidade do Natal), os times jogam contra os do outro grupo, embora a classificação seja dentro de cada grupo. Os dois primeiros de cada grupo novamente se enfrentam em semifinal, em jogos de ida e volta, e final, em dois jogos, novamente. O vencedor é o campeão da Taça Cidade do Natal.
Os times vencedores de cada fase disputam entre si dois jogos finais, que estabelecem o campeão Potiguar. Caso o mesmo time ganhe as duas fases, este será declarado campeão automaticamente. O último colocado será rebaixado para a Segunda Divisão de 2009.

### Critérios de Desempate
Para o desempate entre duas ou mais equipes seguirá a ordem definida abaixo:
- 1º - Número de vitórias
- 2º - Saldo de gols
- 3º - Gols feitos
- 4º - Sorteio (aplicável apenas às primeiras fases da Copa RN e da Taça Cidade do Natal)

## Participante
| Grupo A                | Grupo B             |
| ---------------------- | ------------------- |
| ABC                    | América de Natal    |
| Potiguar de Parnamirim | Alecrim             |
| Potiguar de Mossoró    | ASSU                |
| Potyguar               | Macau               |
| São Gonçalo            | Corintians de Caicó |
| Santa Cruz-RN          | Baraúnas            |

## Primeira fase (Copa RN)

### Fase de grupos
| Tabela de classificação | Tabela de classificação | Tabela de classificação | Tabela de classificação | Tabela de classificação | Tabela de classificação | Tabela de classificação | Tabela de classificação | Tabela de classificação | Tabela de classificação | Tabela de classificação |
| Time | Time                    | PG                      | J                       | V                       | E                       | D                       | GP                      | GC                      | SG                      |                         |
| --- | ----------------------- | ----------------------- | ----------------------- | ----------------------- | ----------------------- | ----------------------- | ----------------------- | ----------------------- | ----------------------- | ----------------------- |
| 1 | ABC                     | 13                      | 5                       | 4                       | 1                       | 0                       | 11                      | 3                       | 8                       |                         |
| 2 | Santa Cruz-RN           | 10                      | 5                       | 3                       | 1                       | 1                       | 10                      | 8                       | 2                       |                         |
| 3 | Potiguar de Mossoró     | 8                       | 5                       | 2                       | 2                       | 1                       | 9                       | 10                      | -1                      |                         |
| 4 | Potyguar                | 6                       | 5                       | 2                       | 0                       | 3                       | 7                       | 8                       | -1                      |                         |
| 5 | Potiguar de Parnamirim  | 3                       | 5                       | 1                       | 0                       | 4                       | 5                       | 9                       | -4                      |                         |
| 6 | São Gonçalo-RN          | 2                       | 5                       | 0                       | 2                       | 3                       | 3                       | 7                       | -4                      |                         |
| PG - pontos ganhos; J - jogos; V - vitórias; E - empates; D - derrotas; GP - gols pró; GC - gols contra; SG - saldo de gols |                         |                         |                         |                         |                         |                         |                         |                         |                         |                         |

| Tabela de classificação | Tabela de classificação | Tabela de classificação | Tabela de classificação | Tabela de classificação | Tabela de classificação | Tabela de classificação | Tabela de classificação | Tabela de classificação | Tabela de classificação | Tabela de classificação |
| Time | Time                    | PG                      | J                       | V                       | E                       | D                       | GP                      | GC                      | SG                      |                         |
| --- | ----------------------- | ----------------------- | ----------------------- | ----------------------- | ----------------------- | ----------------------- | ----------------------- | ----------------------- | ----------------------- | ----------------------- |
| 1 | ASSU                    | 11                      | 5                       | 3                       | 2                       | 0                       | 5                       | 2                       | 3                       |                         |
| 2 | Baraúnas                | 8                       | 5                       | 2                       | 2                       | 1                       | 6                       | 3                       | 3                       |                         |
| 3 | América de Natal        | 8                       | 5                       | 2                       | 2                       | 1                       | 5                       | 4                       | 1                       |                         |
| 4 | Alecrim                 | 6                       | 5                       | 2                       | 0                       | 3                       | 6                       | 7                       | -1                      |                         |
| 5 | Macau                   | 4                       | 5                       | 1                       | 1                       | 3                       | 2                       | 4                       | -2                      |                         |
| 6 | Corintians de Caicó     | 4                       | 5                       | 1                       | 1                       | 3                       | 3                       | 7                       | -4                      |                         |
| PG - pontos ganhos; J - jogos; V - vitórias; E - empates; D - derrotas; GP - gols pró; GC - gols contra; SG - saldo de gols |                         |                         |                         |                         |                         |                         |                         |                         |                         |                         |

### Fase final
|  | Meias-finais | Meias-finais    | Meias-finais    | Meias-finais |   |  | Final | Final | Final | Final |
|  |              |                 |                 |              |   |  |       |       |       |       |
|  | 1            | ABC             | 0               | 1            |   |  |       |       |       |       |
|  | 4            | Baraúnas        | 0               | 0            |   |  |       |       |       |       |
|  |              |                 |                 |              |   |  | ABC   | 2     | 3     |       |
|  |              |                 | Santa Cruz - RN | 3            | 0 |  |       |       |       |       |
|  | 2            | ASSU            | 0               | 3            |   |  |       |       |       |       |
|  | 3            | Santa Cruz - RN | 3               | 0            |   |  |       |       |       |       |

#### Final
Primeiro Jogo
| 17 de fevereiro 2008 17:00 | Santa Cruz-RN                                | 3–2              | ABC                            | Iberêzão, Santa Cruz Público: 3.834 Árbitro: Lenílson Antônio |
|                            | Didi 3' do 2º Binha 11' do 2º Didi 21' do 2º | Tribuna do Norte | Bosco 39' do 1° Ivan 44' do 1º |                                                               |

Segundo Jogo
| 20 de fevereiro 2008 20:30 | ABC                                                  | 3–0              | Santa Cruz-RN | Frasqueirão, Natal Público: 12.399 Árbitro: Evandro Rogério Romam (FIFA) |
|                            | Bosco 19' do 1º Jean 40' do 1º Rodriguinho 31' do 2º | Tribuna do Norte |               |                                                                          |

## Segunda fase (Taça Cidade do Natal)

### Fase de grupos
| Tabela de classificação | Tabela de classificação | Tabela de classificação | Tabela de classificação | Tabela de classificação | Tabela de classificação | Tabela de classificação | Tabela de classificação | Tabela de classificação | Tabela de classificação | Tabela de classificação |
| Time | Time                    | PG                      | J                       | V                       | E                       | D                       | GP                      | GC                      | SG                      |                         |
| --- | ----------------------- | ----------------------- | ----------------------- | ----------------------- | ----------------------- | ----------------------- | ----------------------- | ----------------------- | ----------------------- | ----------------------- |
| 1 | Potyguar                | 15                      | 6                       | 5                       | 0                       | 1                       | 13                      | 8                       | 5                       |                         |
| 2 | Potiguar de Mossoró     | 13                      | 6                       | 4                       | 1                       | 1                       | 11                      | 4                       | 7                       |                         |
| 3 | ABC                     | 8                       | 6                       | 2                       | 2                       | 2                       | 7                       | 8                       | -1                      |                         |
| 4 | Santa Cruz-RN           | 7                       | 6                       | 1                       | 4                       | 1                       | 10                      | 9                       | 1                       |                         |
| 5 | São Gonçalo-RN          | 6                       | 6                       | 1                       | 3                       | 2                       | 11                      | 12                      | -1                      |                         |
| 6 | Potiguar de Parnamirim  | 4                       | 6                       | 1                       | 1                       | 4                       | 7                       | 11                      | -4                      |                         |
| PG - pontos ganhos; J - jogos; V - vitórias; E - empates; D - derrotas; GP - gols pró; GC - gols contra; SG - saldo de gols |                         |                         |                         |                         |                         |                         |                         |                         |                         |                         |

| Tabela de classificação | Tabela de classificação | Tabela de classificação | Tabela de classificação | Tabela de classificação | Tabela de classificação | Tabela de classificação | Tabela de classificação | Tabela de classificação | Tabela de classificação | Tabela de classificação |
| Time | Time                    | PG                      | J                       | V                       | E                       | D                       | GP                      | GC                      | SG                      |                         |
| --- | ----------------------- | ----------------------- | ----------------------- | ----------------------- | ----------------------- | ----------------------- | ----------------------- | ----------------------- | ----------------------- | ----------------------- |
| 1 | Alecrim                 | 11                      | 6                       | 3                       | 2                       | 1                       | 9                       | 6                       | 3                       |                         |
| 2 | América de Natal        | 9                       | 6                       | 2                       | 3                       | 1                       | 10                      | 8                       | 2                       |                         |
| 3 | Baraúnas                | 6                       | 6                       | 1                       | 3                       | 2                       | 8                       | 11                      | -3                      |                         |
| 4 | Macau                   | 5                       | 6                       | 1                       | 2                       | 3                       | 6                       | 9                       | -3                      |                         |
| 5 | Corintians de Caicó     | 4                       | 6                       | 1                       | 1                       | 4                       | 4                       | 10                      | -6                      |                         |
| 6 | ASSU (1)                | 3                       | 6                       | 3                       | 0                       | 3                       | 15                      | 15                      | 0                       |                         |
| PG - pontos ganhos; J - jogos; V - vitórias; E - empates; D - derrotas; GP - gols pró; GC - gols contra; SG - saldo de gols |                         |                         |                         |                         |                         |                         |                         |                         |                         |                         |

### Fase final
|  | Meias-finais | Meias-finais        | Meias-finais        | Meias-finais |   |  | Final            | Final | Final | Final |
|  |              |                     |                     |              |   |  |                  |       |       |       |
|  | 1            | Potyguar            | 1                   | 1            |   |  |                  |       |       |       |
|  | 4            | América de Natal    | 1                   | 2            |   |  |                  |       |       |       |
|  |              |                     |                     |              |   |  | América de Natal | 0     | 3     |       |
|  |              |                     | Potiguar de Mossoró | 3            | 2 |  |                  |       |       |       |
|  | 2            | Alecrim             | 2                   | 1            |   |  |                  |       |       |       |
|  | 3            | Potiguar de Mossoró | 1                   | 3            |   |  |                  |       |       |       |

#### Final
Primeiro Jogo
| 17 de abril de 2008 20:30 | América de Natal | 0 – 3            | Potiguar de Mossoró                      | Machadão, Natal Público: 3.225 pagantes Árbitro: João Alberto Gomes Duarte |
|                           |                  | Tribuna do Norte | Daniel 4' 2T · Jean 16' 2T · Jean 38' 2T |                                                                            |

Segundo Jogo
| 21 de abril de 2008 17:00 | Potiguar de Mossoró          | 2 – 3            | América de Natal                             | Nogueirão, Mossoró Público: Árbitro: Reginaldo Gomes |
|                           | Sandro 36' 1T · Ítalo 45' 2T | Tribuna do Norte | Saulo 22' 1T · Madson 29' 1T · Madson 13' 2T |                                                      |

## Campeonato Potiguar

### Final
Primeiro Jogo
| 24 de abril de 2008 20:30h | Potiguar de Mossoró              | 2 – 2            | ABC                                      | Nogueirão, Mossoró Público: 4.611 Árbitro: Paulo Jorge Brandão |
|                            | Daniel 16' do 2º Ítalo 48' do 2º | Tribuna do Norte | Vinícius 24' do 1º Rodriguinho 30' do 2º |                                                                |

Segundo jogo
| 28 de abril de 2008 17:00h | ABC                               | 2 – 2            | Potiguar de Mossoró                  | Frasqueirão, Natal Público: 9.653 Árbitro: Sálvio Spínola |
|                            | Bosco 10' do 1º Vinícius 4' do 2º | Tribuna do Norte | Wellington 10' do 2º Ítalo 32' do 2º |                                                           |

## Principais artilheiros
| Gols | Jogador        | Clube               |
| ---- | -------------- | ------------------- |
| 8    | Quirino        | Potyguar Seridoense |
| 8    | Didi Potiguar  | Santa Cruz-RN       |
| 7    | Roberto Jacaré | Alecrim             |
| 6    | Valdir Papel   | ABC                 |
| 6    | Binha          | Santa Cruz-RN       |
| 6    | Kel            | Santa Cruz-RN       |
| 6    | Bruno Lopes    | São Gonçalo-RN      |